# Ploufragan
Ploufragan je naselje in občina v francoskem departmaju Côtes-d'Armor regije Bretanje. Leta 2007 je naselje imelo 10.832 prebivalcev.

## Geografija
Kraj leži v pokrajini Bretaniji 4.5 km jugozahodno od središča Saint-Brieuca.

## Uprava
Ploufragan je sedež istoimenskega kantona, v katerega so poleg njegove vključene še občine La Méaugon, Plédran, Saint-Donan in Saint-Julien z 20.553 prebivalci.
Kanton Ploufragan je sestavni del okrožja Saint-Brieuc.